# مرکز اسناد انقلاب اسلامی
مرکز اسناد انقلاب اسلامی مؤسسه شبه‌دولتی ایرانی است، که در زمینه پژوهش و جمع‌آوری اسناد و مدارک در حوزه تاریخ انقلاب اسلامی ایران فعالیت می‌کند‌. این مرکز در سال ۱۳۶۰ با هدف انجام تحقیقات مستند تاریخی، تدوین و نگارش تاریخ انقلاب ۱۳۵۷ تأسیس شد. هم‌اکنون مصطفی پورمحمدی ریاست مرکز اسناد انقلاب اسلامی را برعهده دارد.

## تاریخچه
این مرکز در سال ۱۳۵۹ با رهنمود روح‌الله خمینی به سید حمید روحانی تأسیس شد و با پیام مورخ ۲۰ دی ۱۳۶۷ به او نیز با دستوری دیگر به مهدی کروبی تحکیم یافت. در سال ۱۳۷۴ با انتخاب هیئت امنای مرکز، سید حمید روحانی کماکان در سمت خود باقی ماند و در سال ۱۳۷۶ از مقام خود استعفا داد و برای مدت ۵ ماه این منسب به ناصرقلی عسگری؛ معاون اداره رمز محرمانه وزارت امور خارجه سپرده شد، تا زمانی که روح‌الله حسینیان به‌عنوان رئیس مرکز اسناد انقلاب اسلامی منصوب گردید و تا زمان مرگش ریاست این مرکز را برعهده داشت. 
مرکز اسناد انقلاب اسلامی در طول فعالیت خود توانسته است نزدیک به یک میلیون و هفتصد هزار برگ سند نوشتاری، شصت هزار قطعه عکس، دویست هزار قطعه نگاتیو، بیست و سه هزار ساعت صدا و پانزده هزار ساعت تصویر، آرشیوی بسیار غنی از اسناد انقلاب اسلامی را جمع‌آوری کند.
سیاست‌گذاری بلندمدت این مرکز، تدوین و نگارش تاریخ انقلاب اسلامی است. مرکز اسناد انقلاب اسلامی سعی کرده تا با استفاده از آرشیو اسناد و کتابخانه بزرگ تخصصی تاریخ معاصر (حدود ۴۰ هزار عنوان کتاب)، آرشیو مطبوعات (تمام روزنامه‌های ایران از بدو پیدایش روزنامه‌نگاری در کشور تاکنون) و تمامی مجلات منتشر شده در حوزه سیاست و تاریخ معاصر، فضای علمی جهت مطالعه و پژوهش را برای محققان ایجاد کند.
.

## اهداف
- بررسی و بازنگری تاریخ سیاسی ایران و انقلاب اسلامی
- گردآوری و نگهداری و ثبت آثار، اسناد و اوراق تاریخی دربارهٔ انقلاب اسلامی
- جمع‌آوری خاطرات شخصیت‌ها و مردم از رویدادهای انقلاب اسلامی
- بررسی و تبیین و تدوین تاریخ انقلاب اسلامی و ریشه‌های آن

## معاونت‌ها
- معاونت اداری و مالی
- معاونت اسناد و کتابخانه
- معاونت پژوهشی
- مؤسسه فرهنگی هنری
- معاونت تاریخ شفاهی
- معاونت خودکفایی

## هیئت امناء
عالی‌ترین مرجع سیاست‌گذاری مرکز اسناد انقلاب اسلامی، هیئت امنای آن است، که اعضای آن عبارت‌اند از:
- مصطفی پورمحمدی (رئیس هیئت امناء)
- سید حمید روحانی
- احمد خزایی